# Yungasocereus inquisivensis
Yungasocereus inquisivensis (лат.) — кактус, единственный вид рода Yungasocereus семейства Кактусовые (Cactaceae), эндемик Боливии.

## Ботаническое описание
Yungasocereus inquisivensis — колонновидный кактус в виде дерева или кустарника высотой до 4-5 м. Тёмно-зелёные стебли диаметром 6-7 см, с 6-10 рёбрами. Колючки длиной 1,5-3 см расположены группами по 4-12, без дифференциации на центральные и радиальные, цвет колючек варьируется от коричневатого до сероватого. Цветки — белые, появляются группами по 5-8 штук возле кончиков стеблей.

## Таксономия
Вид Yungasocereus inquisivensis был впервые описан Мартином Карденасом в 1957 году на образце, обнаруженном в провинции Инкисиви (департамент Ла-Пас) и поместил его в род Samaipaticereus. Позже Риттер нашёл этот вид в Юнге, а в 1980 году придал ему собственный род Yungasocereus. После некоторого времени расположения вида в роде хагеоцереус вид снова был выделен в свой отдельный род Yungasocereus.

## Распространение и местообитание
Yungasocereus inquisivensis — эндемик Боливии. Встречается только в Юнге и провинции Инкисиви департамента Ла-Пас. Растёт на высотах от 1 000 до 2 300 м.

## Охранный статус
Красная книга МСОП относит вид к «видам, вызывающим наименьшие опасения».